# Tim Stapleton
Timothy Gabriel Stapleton, detto Tim (La Grange, 19 luglio 1982), è un hockeista su ghiaccio statunitense.

## Palmarès

### Mondiali
- 1 medaglia:
  - 1 bronzo (Svezia/Finlandia 2013)